# Clinical Journal of the American Society of Nephrology
Das Clinical Journal of the American Society of Nephrology, abgekürzt Clin. J. Am. Soc. Nephrol. bzw. CJASN, ist eine wissenschaftliche Fachzeitschrift, die von der American Society of Nephrology veröffentlicht wird. Sie erscheint mit 12 Ausgaben im Jahr. Es werden Arbeiten veröffentlicht, die sich mit der klinischen Nephrologie beschäftigen.
Der Impact Factor lag im Jahr 2014 bei 4,613. Nach der Statistik des ISI Web of Knowledge wird das Journal mit diesem Impact Factor in der Kategorie Urologie und Nephrologie an achter Stelle von 76 Zeitschriften geführt.
Diese Zeitschrift ist nicht mit dem Journal of the American Society of Nephrology zu verwechseln.